# 李应樵
李应樵 （Herbert Lee）, 出生香港，工程学博士，Web 5應用技術集團XBE主席兼創辦人、藝術和收藏品行業DOT公司Coinllectibles非執行主席、媒體和娛樂行業的DOT公司Marvion非執行主席。在高新技术行业有超过15年的从业经验。李应樵是一位具有学者风范的企业家。他相信二次创新的重要性，因为这样才可以带来更多物美价廉的产品和服务，从而有利于提高大众的整体生活水平。他不断推行与大学、科研机构的合作，使相关产品迅速地产业化，也使得国内学术研究演变为大众在家庭生活中能够享受的科技产品。香港新城电台访问过李应樵。

## 教育经历
1975年，獲加拿大西安大略大學（The University of Western Ontario）文學學士學位。
1977年，獲加拿大英屬哥倫比亞大學（The University of British Columbia）結構工程套用科學學士學位。
2004年，獲香港科技大學（The Hong Kong University of Science and Technology）技術管理專業碩士學位。
2011年，獲香港理工大學（The Hong Kong Polytechnic University）工程學博士學位，主要研究知識管理，開發出語義搜索引擎組織訊息及資訊，研究領域涉及人工智能及語義學。                         
2014年，獲亞洲知識管理學院頒授資深院士。
2018年，獲中國管理科學研究院聘任為深圳分院執行主任。
2019年，獲選為中國電子商會─人工智能教育專業委員會副理事長。
2022年，獲香港中文大學 — 商業可持續發展中心（CBS）頒授榮譽院士。

## 科技产业发展推动
李应樵不断为科技产业作出贡献，他希望中国的高科技影音市场不被国外大公司所垄断。

### 语义搜寻引擎
在2009年李应樵便发觉语义搜索引擎的潜力对中国知识管理产业的重要，最后，在2011年与香港科技大学教授合作，建立了语义数据库为基础的新闻投资学习网站。
2022年，李應樵旗下的Marvel Digital Ai Ltd. (MDAi)宣布與中文大學商業可持續發展中心（CBS）合作，以人工智能（AI）科技推出AI-Powered「全球企業可持續發展指數」（GBSI）。MDAi 專注開發顛覆性人工智能科技，為各類型公司提升職能，更結合語義搜尋（Semantic Search）和深度學習（Deep Learning）等前沿人工智能技術計算出GBSI指數：以中大CBS人手計算出單一企業的BSI指數作比較，「AI-Powered GBSI」能大幅度提高計算速度高達600多倍。

### iNTV
李应樵在2010年推出iNTV即中国版的SmartTV,得到市场强烈反馈,原因是这类消费电子产品被其他国外大公司如Google、Apple和Samsung等所垄断。李应樵认为中国人必须要有自己研发的同类产品。

### 3D显示技术
李应樵在2011年在香港推动和开发立体显示技术在香港获得广泛的报道。 同年，李应樵的创业计划成功得到无锡市政府“530”计划支持。2012年推出首个亚洲之最的82寸裸眼3D显示屏。李应樵更被香港媒体誉为3D乔布斯

## 专利发明
采用动态的系统与方法生成以用户为中心的门户网站的技术 

## 翻译作品
解析极限编程--拥抱变化(原书第2版). 机械工业出版社. 2011. ISBN 9787111357957. 